# Шоры
Шоры (наглазники, щитки) — специальные пластины, закрывающие лошади обзор. Используются для ограничения области зрения лошади, чтобы она не отвлекалась на посторонние явления по бокам дороги: обгоняющие машины, толпу на ипподроме и т. д. Изготавливаются обычно из кожи или дерева, крепятся к нащёчным ремням, применяются для пугливых или нервных лошадей. Бывают различных типов (полузакрытые, закрытые, блиндеры). Дополнительно шоры укрепляются шородержателями — жёсткими каркасами из кожи или проволоки, крепящимися к оголовью для защиты шор от ветра. Шевелящиеся шоры могут напугать лошадь. Шоры крепятся так, чтобы на 2/3 находиться ниже уровня взгляда лошади.
В переносном смысле используются как символ ограниченного видения ситуации кем-либо (используется в контексте «зашоренный»).